# Cornuvia serpula
Cornuvia serpula ist eine Art der Schleimpilze aus der Ordnung der Trichiida und die einzige Art der Gattung Cornuvia. Sie gilt als selten.

## Beschreibung
Das Plasmodium ist cremeweiß. Die Fruchtkörper sind entweder annähernd runde Sporokarpe oder kleine verzweigt- oder netzartige Plasmodiokarpe, ungestielt und strahlend goldgelb. Das blassgelbe Peridium ist häutig und zart. Das Capillitium ist ein loses, schlaffes Netz gelber Fäden, die 3 bis 5 Mikrometer stark sind, die Enden sind gelegentlich oder vielfach unverwachsen. Die Fäden sind skulpturiert mit deutlich ausgeprägten Ringen, die entweder in Abständen gruppiert oder unregelmäßig zerstreut angeordnet, zwischen den Ringen und an den Knotenpunkten aber glatt sind.
Die Sporen sind als Masse wie einzeln gelb, leicht genetzt und haben einen Durchmesser von 10 bis 12 Mikrometer.

## Verbreitung
Die Art gilt als selten, ist aber weiträumig verbreitet. Funde sind bekannt aus Europa (z. B. Frankreich, Polen und Großbritannien), Afrika (Tansania) und Nordindien. Aus der Neotropis ist sie bis 1976 nicht bekannt geworden.

## Systematik und Forschungsgeschichte
Die Art wurde 1863 durch Julius Wilhelm Albert Wigand als Arcyria serpula erstbeschrieben, 1873 stellte Józef Tomasz Rostafiński sie dann in eine eigene Gattung Cornuvia. Zahlreiche weitere Taxa wurden beschrieben, die allerdings heutzutage alle synonymisiert werden. Die Gattung ist daher monotypisch.

## Nachweise
1. 1 2  David W. Mitchell: World inventory of myxomycete species - Descriptions and taxonomic references., 2010 Edition, DVD
2. 1 2  Michael J. Dykstra, Harold W. Keller: Mycetozoa In: John J. Lee, G. F. Leedale, P. Bradbury (Hrsg.): An Illustrated Guide to the Protozoa. Band 2. Allen, Lawrence 2000, ISBN 1-891276-23-9, S. 968 (englisch).
3. ↑  E. H. Seraoui: Cornuvia serpula (Wigand) Rostaf, une espèce rare et nouvelle pour la France. In: Bulletin FAMM, 33, 2008/1, S. 23
4. ↑  Einträge zur Art im Index of Botanical Specimens der Harvard University Herbaria: Online (Seite nicht mehr abrufbar, festgestellt im April 2018. Suche in Webarchiven)  Info: Der Link wurde automatisch als defekt markiert. Bitte prüfe den Link gemäß Anleitung und entferne dann diesen Hinweis., Zugriff am 27. August 2010
5. ↑  George G. Ndiritui, Katherine E. Winsett, Frederick W. Spiegel, Steven L. Stephenson: A checklist of African myxomycetes in: Mycotaxon 107, S. 353–356, 2009, PDF Online
6. ↑  Thomas Huston Macbride, G.W. Martin: The Myxomycetes; a descriptive list of the known species with special reference to those occurring in North America, New York, The Macmillan Company, 1934, S. 276
7. 1 2  Marie L. Farr: Myxomycetes. In: Flora Neotropica. Band 16. The New York Botanical Garden, New York 1976, ISBN 0-89327-009-1.
8. ↑  Eintrag auf zipcodezoo.com zu Cornuvia serpula (Memento vom 10. Februar 2013 im Webarchiv archive.today), Zugriff am 27. August 2010